# Khôra
Khôra ou Cora (Khora ou Chora; em grego clássico: χώρα) era o território da pólis fora da cidade propriamente dita. O termo foi utilizado em filosofia por Platão para designar um receptáculo/recipiente (hupodoxe), um espaço ou um intervalo no seu diálogo Timeu.

## Platão
Na narrativa, Platão propõe que a khôra é um "terceiro tipo" de ser que repousa entre o sensível e o inteligível, através da qual tudo passa, mas na qual nada é retido. Por exemplo, uma imagem precisa ser mantida por algo, assim como um espelho retém um reflexo. Khôra "dá espaço", tem conotações maternas (um útero, matriz) e é relacionada a um não-ser, um intervalo "sem formas" que recebe e molda todas as cópias sensíveis das Formas ou Ideias:

"um Terceiro Tipo é o da Khôra (χώρας), eterno, não admitindo destruição, concedendo uma morada a todas as coisas que têm geração, ela própria a ser apreendida pela não sensação, por uma espécie de consideração bastarda, dificilmente confiável; e olhando para a qual sonhamos e afirmamos que é necessário que tudo o que existe esteja em algum lugar e ocupe alguma khôra; e aquilo que não está na terra nem em lugar algum no céu não é nada."
―Platão. Timeu, 52a-b
"Da mesma forma, é correto que a substância que deve ser ajustada para receber com frequência, em toda a sua extensão, as cópias de todas as coisas inteligíveis e eternas deva, por sua própria natureza, ser vazia de todas as formas. Portanto, não falemos dela que é a Mãe e o Receptáculo deste mundo gerado, que é perceptível pela vista e por todos os sentidos, pelo nome de terra ou ar, fogo ou água, ou quaisquer agregados ou constituintes deles: se a descrevermos como um Tipo invisível e sem forma, todo receptivo e, de alguma maneira mais desconcertante e intrigante participando do inteligível, iremos descrevê-la verdadeiramente."
―Timeu, 51a
Esse terceiro termo foi desenvolvido no contexto de discussões do ser e do tornar-se (devir ou vir-a-ser), vistas principalmente em Parmênides e Heráclito, sobre como ocorria a passagem do Ser imutável para o movimento dos fenômenos no mundo em devir. A solução de Platão foi delimitar um tipo intermediário de ser, receptivo como uma "ama do tornar-se" e espaço neutro necessário de onde jorrar-se-iam os fenômenos. 
"da substância que recebe todos os corpos deve ser dado o mesmo relato. Deve ser sempre chamada pelo mesmo nome; pois de sua própria qualidade ela nunca se afasta, pois embora está sempre recebendo todas as coisas, em nenhum lugar e de forma alguma ela assume qualquer forma semelhante a qualquer das coisas que nela entram. Pois é estabelecida pela natureza como um matriz-molde (ekmageion) para tudo, sendo movida e marcada pelas figuras que entram, e por causa delas ela aparece diferente em momentos diferentes. E as figuras que entram e saem são cópias daquelas que sempre existiram, sendo delas carimbadas de uma forma maravilhosa e difícil de descrever, que investigaremos a seguir. Por enquanto, então, devemos conceber três tipos - o Devir, aquele “Onde” em que se devém, e a fonte “De Onde” o Devir é copiado e produzido. Além disso, é apropriado comparar o Recipiente à Mãe, a Fonte ao Pai, e o que é gerado entre esses dois os Descendentes; e também perceber que, se a cópia carimbada deve assumir diversas aparências de todos os tipos, aquela substância em que é colocada e carimbada não poderia ser adequada ao seu propósito, a não ser que fosse ela própria desprovida de todas as formas que está prestes a receber de alhures."
―Timeu, 50b-d
Sua relação vincula-se à efemeridade dos elementos clássicos, componentes do cosmos e considerados traços (ichne) dos elementos secundários pré-cósmicos, os quais a khôra agita. Ao léu, ela possui movimento errático, regida pela lei material da Necessidade (Anagke), porém é persuadida à ordem pela Razão (Nous) divina demiúrgica.
"que o Ser, o Lugar e o Devir eram existentes, três coisas distintas, mesmo antes de o Céu existir; e que a Ama do Devir, sendo liquefeita e ígnea feita, e recebendo também as formas da terra e do ar, e submetendo-se a todas as outras afeições que a estas acompanham, exibe toda variedade de aparência; mas, devido a ser preenchida com potências que não são semelhantes nem equilibradas, em nenhuma parte de si mesma ela é igualmente balanceada, mas oscila desigualmente em todas as partes, e ela mesma é abalada por essas formas e as sacode por sua vez, conforme é movida. E as formas, conforme são agitadas, voam continuamente em várias direções e se dissipam; assim como as partículas que são agitadas e peneiradas pelos crivos e outros instrumentos usados para a limpeza do milho caem em um lugar se forem sólidas e pesadas, mas voam e se depositam em outro lugar se forem esponjosas e leves. O mesmo acontecia com as Quatro Tipos quando sacudidos pelo Recipiente: seu movimento, como um instrumento que causa tremores, estava separando mais longe um do outro os dessemelhantes, e aproximando mais os semelhantes; portanto também esses Tipos ocuparam lugares diferentes, mesmo antes que o Universo fosse organizado e gerado a partir deles. Antes dessa época, na verdade, todas essas coisas estavam em um estado desprovido de razão ou medida, mas quando se empreendia o trabalho de ordenar este Universo, fogo, e água, e terra e ar, embora possuíssem alguns traços de sua própria natureza, ainda estavam dispostos como tudo provavelmente estaria na ausência de Deus; e visto que esta era então sua condição natural, Deus começou primeiro conformando-os por meio de formas e números. E que Deus os construiu, tanto quanto podia, para serem tão justos e bons quanto possível, enquanto eles tinham sido de outra maneira."
―Timeu, 52d-53b

## Desenvolvimentos

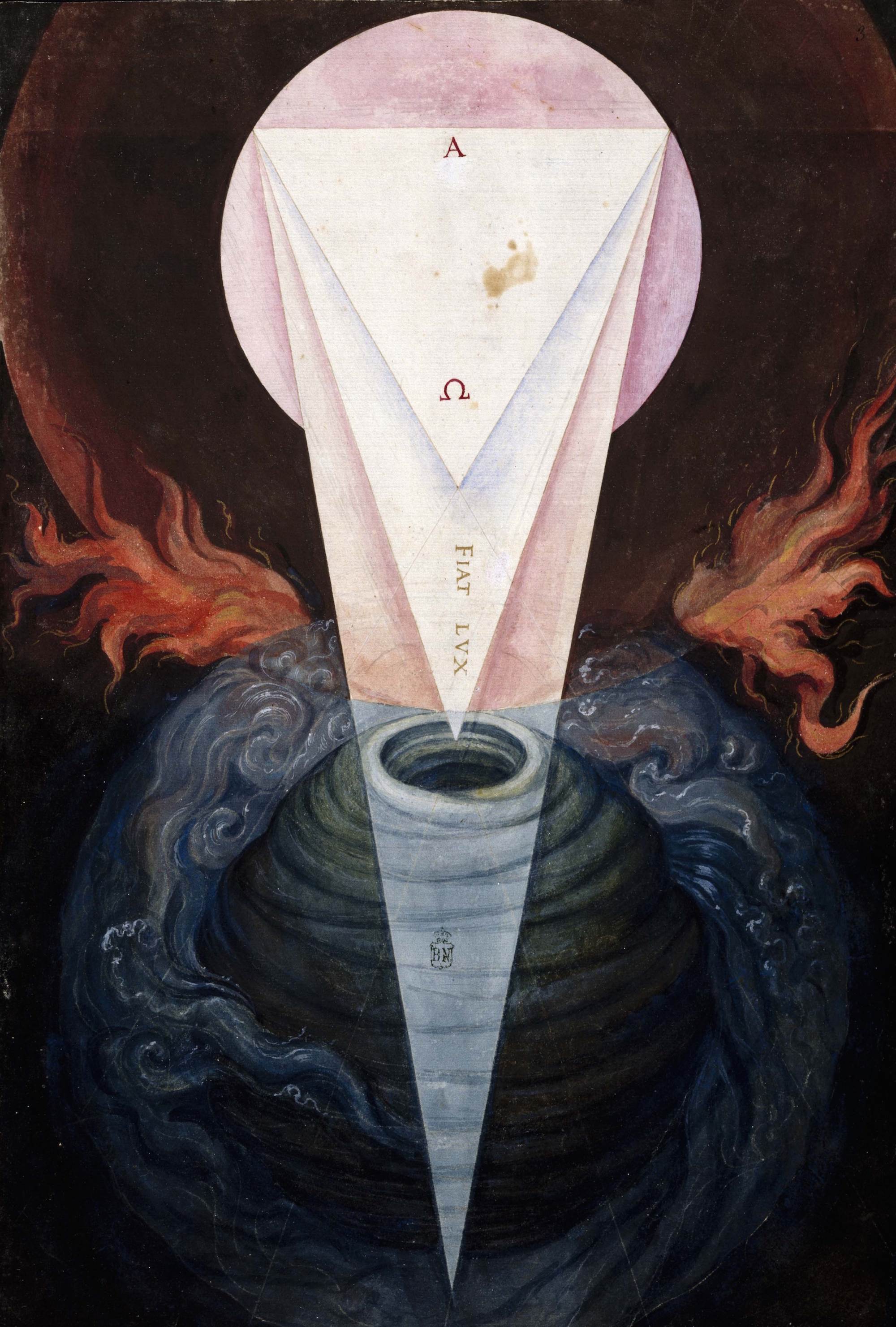
"Caos e Criação da Luz" (1573) por Francisco de Holanda, em De Aetatibus Mundi Imagines. Holanda teve por uma das inspirações o relato de criação do Timeu.

Aristóteles confluiu o conceito de seu professor com as suas definições de prima materia (hylé), lugar (topos) e substrato (hypokeimenon): "ele não declarou claramente se seu 'Onirrecipiente' existe em separação dos elementos; nem faz qualquer uso disso. Ele diz, de fato, que é um substrato anterior aos chamados 'elementos'–a eles subjacente, como o ouro é a base das coisas feitas de ouro", e "É por isso que Platão diz no Timeu que matéria e khôra são a mesma coisa; pois o receptivo e khôra são um e o mesmo. (...) Ele declara que lugar e a khôra são o mesmo".
Plutarco posteriormente também associa o conceito à matéria prima pré-cósmica, sem qualidades, afirmando-a "o que é chamado por Platão de natureza onirrecipiente, morada e ama das coisas que estão sujeitas à geração", e que se torna perceptível quando moldada nas múltiplas formas visíveis, participantes do mundo inteligível; outros como Albino, Apuleio, Hipólito e Calcídio referiram-se a ela como potencialmente corpórea, inspirados também por Aristóteles e pseudo-Ocelo Lucano.
Alfred North Whitehead utilizou-a em seu Adventures of Ideas (1933):
"Há um fato todo-abrangente que é o avanço da história do um Universo. Esta comunidade do mundo, que é a matriz para toda geração, e cuja essência é processo com retenção de conexão – esta comunidade é o que Platão chama O Receptáculo. (...) O Receptáculo impõe uma relação comum a tudo o que acontece, mas não impõe o que essa relação deve ser. Parece uma noção um pouco mais sutil do que a 'matéria' de Aristóteles que, claro, não é a 'matéria' de Galileu e Newton. O Receptáculo de Platão pode ser concebido como a comunidade necessária dentro da qual o curso da história é colocado, em abstração de todos os fatos históricos particulares. Chamei a atenção para a doutrina de Platão do Receptáculo porque, no momento presente, a ciência física está mais perto disso do que em qualquer período desde a morte de Platão. O espaço-tempo da física matemática moderna, concebido em abstração das fórmulas matemáticas particulares que se aplicam aos acontecimentos nele, é quase exatamente o Receptáculo de Platão."
Jacques Derrida escreveu um pequeno texto com o título Khora, usando a sua aproximação desconstrutivista para investigar o uso da palavra por Platão. Derrida usa khôra para nomear uma alteridade (otherness) radical que "proporciona lugar" para o ser. Nader El-Bizri constrói sobre isto, designando khôra para nomear o acontecimento radical de uma diferença ontológica entre o ser e os seres. Derrida afirmou que o subjéctil é "nada além que a colocação vazia do lugar, uma figura da khora, se não a própria khora".
Outro autor que versou pelo tema foi Martin Heidegger, cuja designação de uma "clareira" espacial aberta pelo Dasein, na qual os seres acontecem ou tem lugar, é traçada por El-Bizri à noção de khôra. Kitaro Nishida afirmara que formulou sua noção de Lugar, basho, fundamentado sobre um nada abissal (mu), inspirado por sua leitura da khôra no Timeu. John Sallis, na obra Chorology: On Beginning in Plato's Timaeus, pesquisa os usos clássicos da palavra e sua polissemia poética no diálogo por Platão, enquanto critica as reinterpretações posteriores (como a de Aristóteles) e modernas; ele afirma a sua estreita vinculação à analogia de "terra", que sustenta e dá limite às cidades construídas, baseadas originalmente em um "paradigma" ou modelo celeste, enquanto khôra comporta e limita as imagens sensíveis de acordo com o inteligível.